# 泉春子
泉 春子（いずみ はるこ、1905年4月20日 - 1998年？）は、日本の女優である。本名は、出生名が吉村 春子（よしむら はるこ）、俳優の中根龍太郎と結婚して山口 春子（やまぐち はるこ）、死別後に再婚して徳田 春子（とくだ はるこ）となった。デビュー作での芸名は沢村春子であったが、次の作品でこの芸名に改名した。身長は4尺3寸（約162.9センチメートル）、体重は12貫（約45.0キログラム）。

## 人物・来歴
1905年（明治38年）4月20日、長崎県佐世保市下京町に「吉村春子」として生まれる。
1918年（大正7年）、旧制白南風小学校（現在の佐世保市立白南風小学校）を卒業、満15歳になる1920年（大正9年）には「娘歌舞伎」に入門する。芝居を見物した京都の映画プロデューサー・牧野省三の勧めで、1924年（大正13年）、マキノ映画製作所に入社した。デビュー作は、沼田紅緑監督の『命の掛橋』で、「沢村春子」を名乗ったが、松竹キネマ出身の女優に同姓同名がおり、同年の次回作で「泉春子」と改名、終生の芸名とした。1926年（大正15年）、人見吉之助監督の『真葛ヶ原女腹切』で初めて映画に主演した。同年、阪東妻三郎が主宰する阪東妻三郎プロダクションに移籍した。1927年（昭和2年）、俳優の中根龍太郎と結婚した。
1928年（昭和3年）、夫の中根がマキノ・プロダクションを独立して、中根龍太郎喜劇プロダクションを設立したが、わずか3作で解散となり、夫や同プロダクションのメンバーであった有馬茂明（のちの有馬是馬）、結城三重吉（のちの小崎政房）、千葉三郎（のちの大乗寺八郎）とともに、佐賀県唐津町（現在の唐津市）での浪花節芝居に同行した。同年、中根らは松竹下加茂撮影所に入社することになり、春子も入社した。翌1929年（昭和4年）、古野英治監督の『無言詣』では、夫の中根と共演している。同年、中根はマキノ・プロダクションに復帰、春子は東亜キネマの京都撮影所に入社した。1931年（昭和6年）には同社は解体し、春子は退社している。
1933年（昭和8年）、東京のP.C.L.映画製作所（のちの東宝映画の前身の一社、現在の東宝の前身の一社）でトーキーに出演した夫とともに東京に移住、春子は大都映画に入社した。第二次世界大戦中の1944年（昭和19年）8月30日、夫の中根龍太郎と死別する。
戦後、1954年（昭和29年）、佐々木康監督の『変化大名』前・後篇で映画界に復帰、東映京都撮影所作品に出演した。1983年（昭和58年）ごろまでテレビドラマに出演していたが、それ以降の消息は知られていない。戦後に再婚したが、死別し、子どもは四男一女を産み育てた。

## おもなフィルモグラフィ

### 映画
- 『命の掛橋』 : 監督沼田紅緑、1924年
- 『栗飯の焚ける間』 : 監督後藤秋声、1924年
- 『真葛ヶ原女腹切』 : 監督人見吉之助、1926年
- 『無言詣』 : 監督古野英治、1929年
- 『変化大名』前・後篇 : 監督佐々木康、1954年
- 『恋や恋なすな恋』 : 監督内田吐夢、1962年

### テレビドラマ
- 素浪人 花山大吉 第56話「昔の美人が揃っていた」（1970年）
- 大岡越前
  - 第1部 第14話「地獄の使者」（1970年）
  - 第4部 第3話「男やもめに花が咲く」（1974年）
    - 第13話「除夜の鐘」（1974年）

  - 第6部 第31話「呪われた縁談」（1982年）
- 水戸黄門（TBS / C.A.L）
  - 第2部 第3話「暁の乱斗・福島」（1970年）
  - 第12部 第25話「嘘を承知で親孝行 ‐富岡-」（1982年） - 茶店の婆
- 十手無用 九丁堀事件帖 第2話「わらを掴んだ女」 （1975年）
- 服部半蔵 影の軍団第20話「私は殺される!」（1980年）

## 註
1. 1 2 3 4 5 6 7 8 9 10 11  『芸能人物事典 明治大正昭和』、日外アソシエーツ、1998年、「泉春子」の項。
2. 1 2 3 4 5 6  『日本映画俳優名鑑 昭和四年版』、映画世界社、1928年、「泉春子」の項。
3. 1 2  『日本映画俳優全集・男優編』、キネマ旬報社、1979年、p.30（「有馬是馬」、執筆奥田久司）。